# Clemens Klopfenstein
Clemens Klopfenstein (Täuffelen, 19 d'octubre de 1944) és un director de cinema, guionista, director de fotografia, productor de cinema, editor i novel·lista suís. És considerat un pioner del Cinema Copain, és a dir, un rodatge amb un pressupost mínim i un equip caracteritzat per relacions amistoses i col·legials, així com la figura paterna del cinema d'autor suís.

## Biografia
És fill de l'advocat Albert Klopfenstein i de la seva dona Dora, de soltera Kaenel. Klopfenstein va fer els seus primers experiments cinematogràfics mentre encara estava a l'escola secundària a Biel, de la qual es va graduar el 1963. Després va treballar com a ajudant de laboratori, corrector i periodista i va estudiar a la Kunstgewerbeschule Basel. De 1962 a 1965 va fer uns quants curtmetratges i va fundar el grup de treball cinematogràfic AKS amb Urs Aebersold i Phillip Schaad. Després de diplomar-se en educació artística el 1967, va ser estudiant a la classe de cinema del Kunstgewerbemuseum Zürich sota Kurt Früh. La seva pel·lícula de graduació Nacht Rio (1968) descriu la fugida dels gàngsters suïssos.
De 1968 a 1970, Klopfenstein va ser càmera de pel·lícules d'estudiants a les escoles de cinema de Zuric i Múnic. Després es va dedicar a la pintura i va il·lustrar la novel·la Manuscrit trouvé à Saragosse de Jan Potocki. Va continuar el seu treball fotogràfic paese sera amb enregistraments de pel·lícules, que finalment va donar lloc a la pel·lícula recopilatòria no narrativa Geschichte der Nacht. Es va apropar al regne de la ficció amb Der Ruf der Sibylla sobre un viatge per les terres altes d'Itàlia. A Macao oder die Rückseite des Meeres, aquest món i el més enllà es desdibuixen en un viatge per continents. A Das vergessene Tal un jove suís descobreix una vall desconeguda amb un grup de refugiats de la Segona Guerra Mundial.
La seva pel·lícula Das Schweigen der Männer, en la qual dos alter egos parlen de la seva existència durant un viatge al voltant del món, va ser guardonada amb el Berner Filmpreis i el 1998 el premi al millor llargmetratge als Premis del Cinema Suís. WerAngstWolf (Qui té por del llop d'Umbria) mostra el viatge en autobús d'un grup d'actors cada cop més insegurs pels paisatges irreals d'Umbria en l'angoixant presentiment d'un possible perill mortal generat pel treball de càmera.
La tardor de 2009, el Filmmuseum Munich va dedicar una extensa retrospectiva a Klopfenstein amb divuit de les seves pel·lícules, inclosa "The It.Aliens", l'últim treball conjunt amb el seu fill Lukas, que es va projectar a la Mostra Internacional de Cinema de Venècia al setembre. El gener de 2023, el Werkstattkino Munich va presentar una retrospectiva seva amb aspectes destacats de la seva obra, combinada amb una selecció de pel·lícules que donat forma a la seva obra (Kurt Früh, Jean-Luc Godard, Cyril Schäublin, Tizian Büchi i Carmen Stadler). Del 12 al 18 de gener, el director del Cinema Copain ha acceptat assistir a totes les projeccions, presentar les pel·lícules i respondre les preguntes del públic.

## Filmografia
- 1973: Die Fabrikanten (guió, fotografia)
- 1979: Geschichte der Nacht (direcció, guió, fotografia, muntatge)
- 1981: Reisender Krieger (fotografia; TV)
- 1982: E nachtlang Füürland / «Eine nachtlang Feuerland» (direcció, guió, fotografia, muntatge)
- 1982: Transes – Reiter auf dem toten Pferd (producció, direcció)
- 1983: Das Schlesische Tor (direcció)
- 1984: Der Ruf der Sibylla (producció, direcció, guió, fotografia)
- 1988: Macao oder die Rückseite des Meeres (direcció, guió, fotografia)
- 1990: City Life (direcció)
- 1991: Das vergessene Tal (direcció, guió; TV)
- 1992: Füürland 2 (producció, direcció, guió, fotografia, muntatge)
- 1994: Die Gemmi – ein Übergang (direcció, guió, fotografia)
- 1997: Das Schweigen der Männer (producció, direcció, guió, fotografia, muntatge)
- 1999: Tatort: Alp-Traum (sèrie de televisió: direcció, Drehguió)
- 2000: WerAngstWolf (direcció, guió, fotografia)
- 2001: Tod Trauer Trapani
- 2005: Die Vogelpredigt oder Das Schreien der Mönche (direcció, guió, fotografia)
- 2018: Das Ächzen der Asche (direcció, guió, fotografia)
- 2022: La luce romana vista da Ferraniacolor (direcció, guió, fotografia)[4]

## Llibres
- amb Marcus P. Nester: Die Migros-Erpressung. Kriminalroman. Zytglogge, Gümligen 1978. (Rowohlt, Reinbek 1980, ISBN 3-499-42523-8)
- Die Leichtigkeit des Schweins. Roman. Spiegelberg, Zürich 2009.
  - Neuausgabe als: Schwein gehabt und das böse Ende. Roman aus Umbrien. Spiegelberg, Zürich 2011, ISBN 978-3-939043-29-4.
- Als ich meine Filme stahl. Aufzeichnungen. Spiegelberg, Zürich 2016, ISBN 978-3-939043-25-6.